# Komachi dori

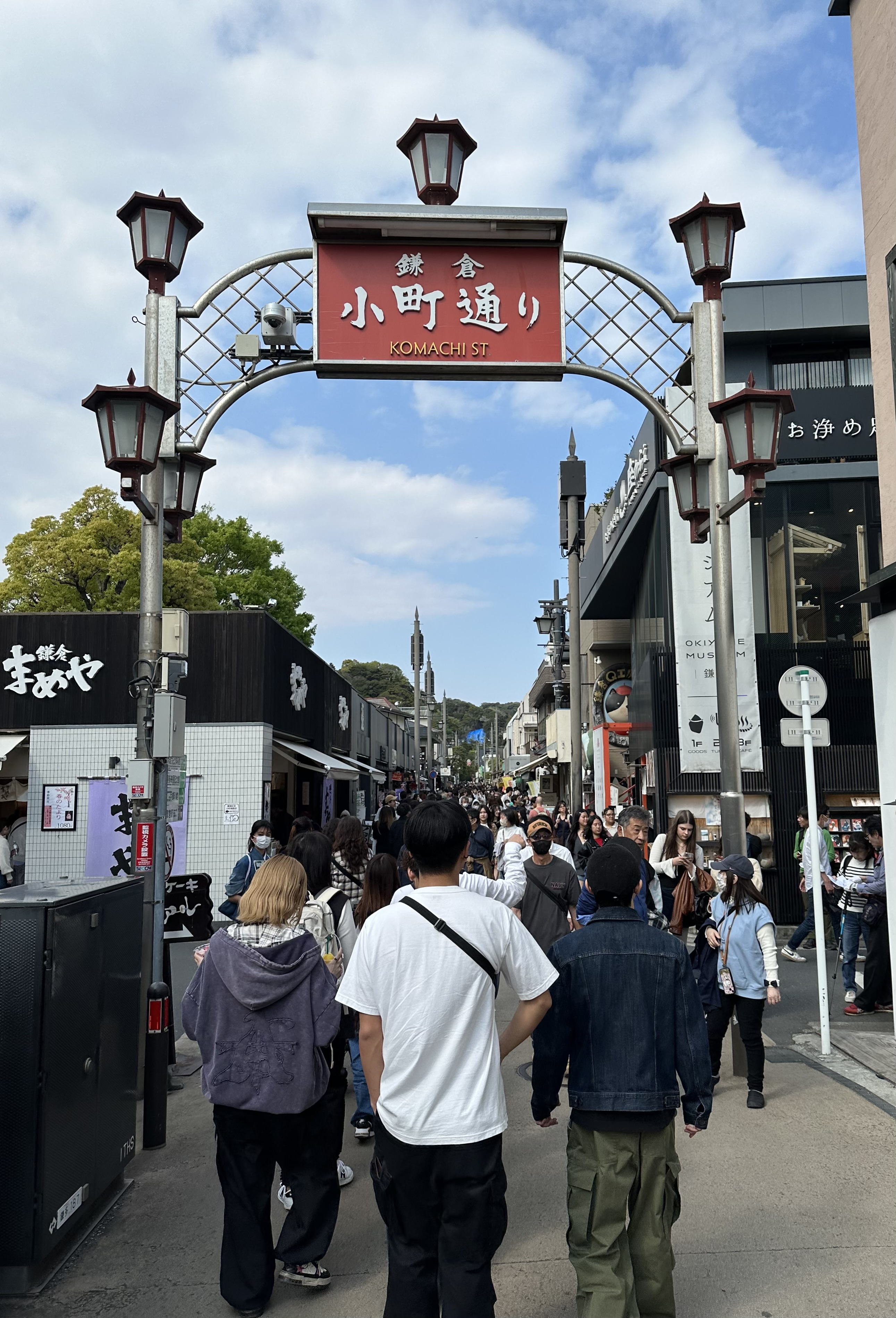
Komachi dori in Kamakura, 2025

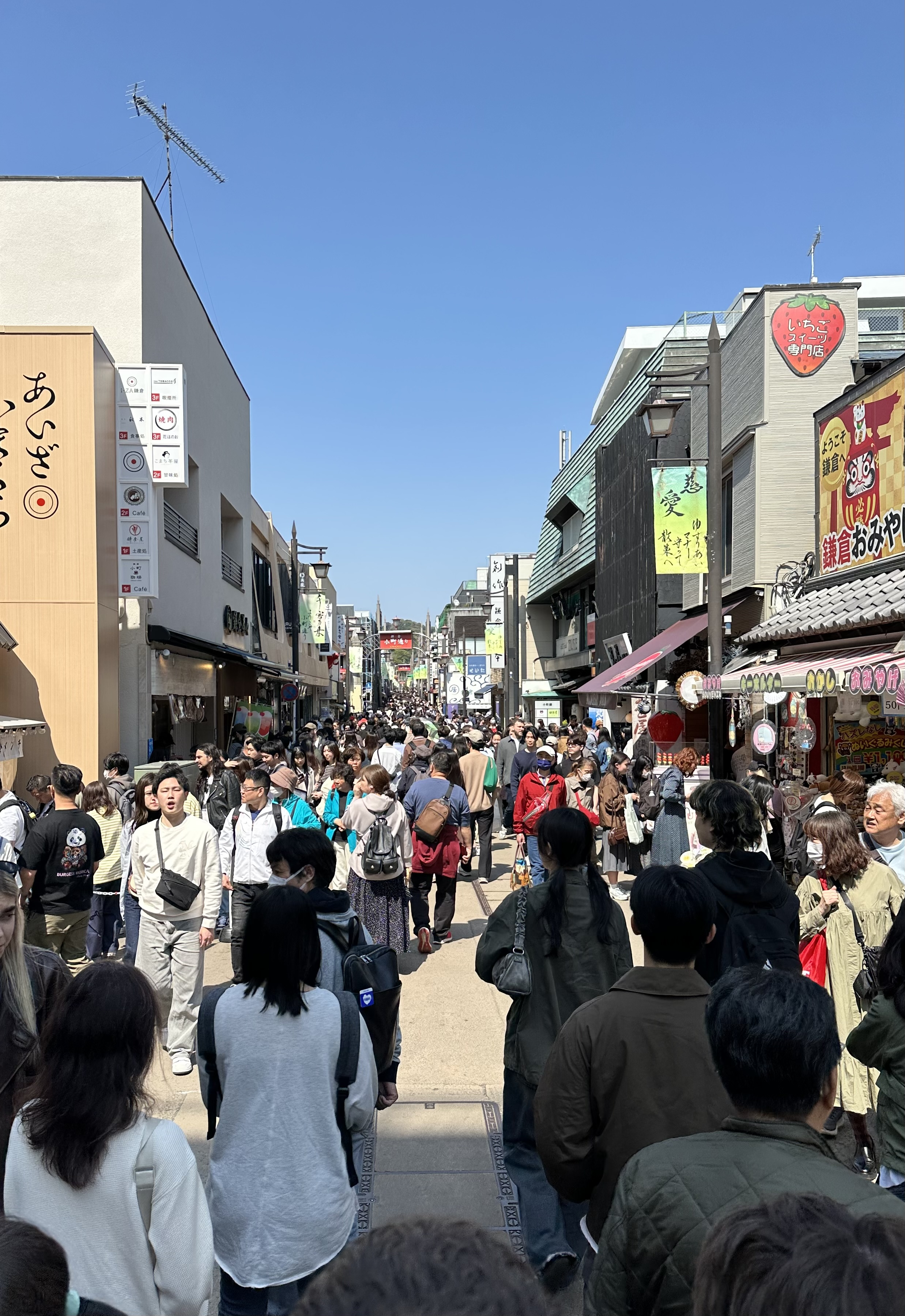
Straßenszene, April 2025

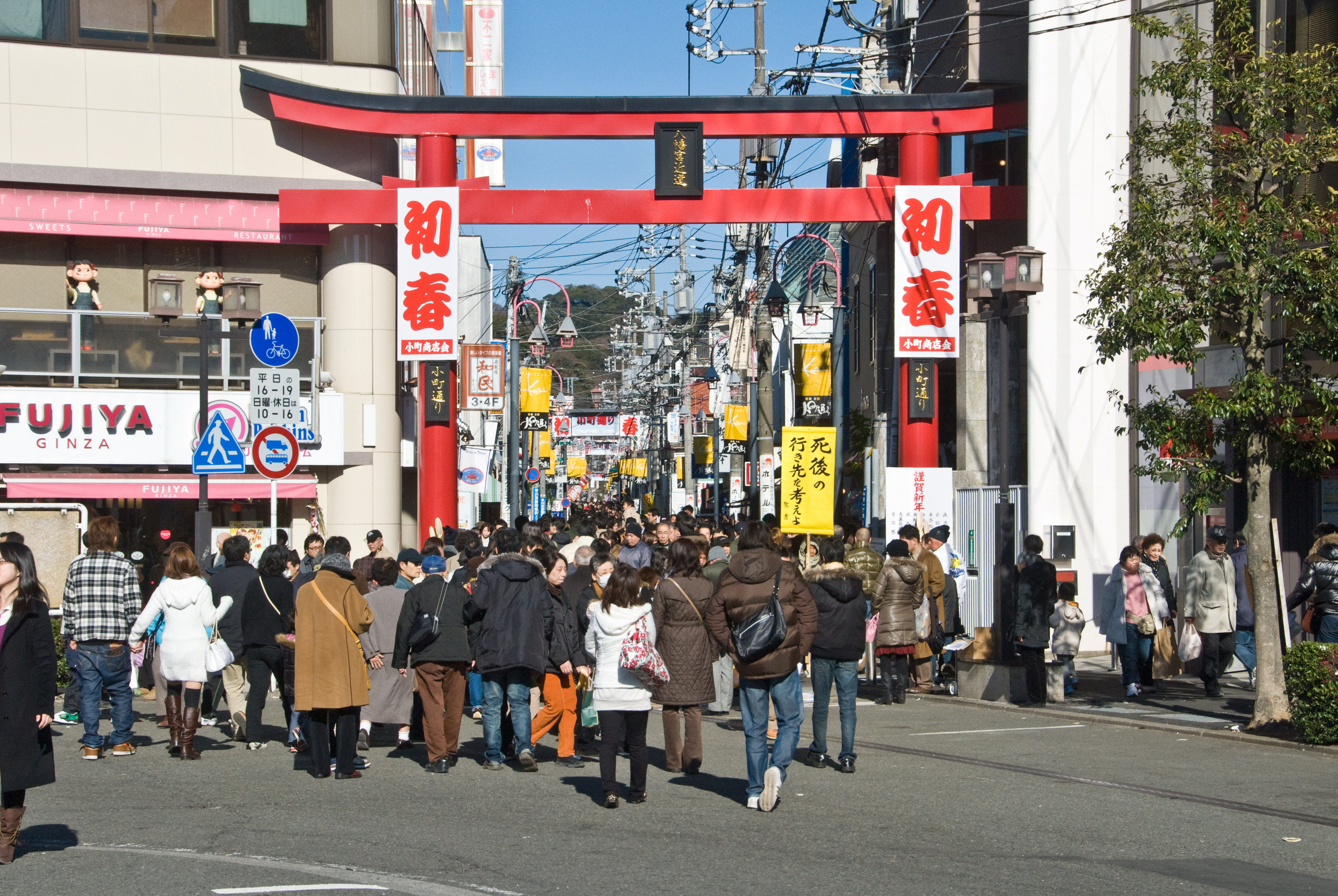
Südlicher Zugang mit rotem Torii, 2009

Die Komachi dori (japanisch こまちどおり) ist eine Geschäftsstraße in Kamakura in Japan.

## Lage
Die Straße befindet sich im Zentrum von Kamakura. Sie beginnt nordöstlich des Bahnhofs Kamakura und verläuft von dort etwa 600 Meter in nordöstlicher Richtung in Richtung des Schreins Tsurugaoka Hachiman-gū. Die Adressierung lautet Komachi 1-2-chome und Yukinoshita 1-2-chome, Kamakura.

## Gestaltung und Angebote
Die Komachi dori ist eine sehr belebte Geschäftsstraße und eine Touristenattraktion der Stadt Kamakura. Die schmale Straße ist beidseitig von zumeist zweigeschossigen, überwiegend modernen Gebäuden gesäumt. Tagsüber wird die Straße als Fußgängerzone betrieben. Jährlich soll die Straße von 18 Millionen Menschen besucht werden. Zum Bereich gehören jedoch auch die angrenzenden Seitenstraßen. 
In der Straße gibt es mehr als 300 Geschäfte und Gaststätten. Vor allem befinden sich in der Straße Modeboutiquen, Souvenirshops, traditionelles Kunsthandwerk, neue Trendgeschäfte, Cafés, Restaurants, Imbissangebote, Bäckereien und Stände mit Süßigkeiten. Bei den Speisen wird insbesondere auch die regionale Spezialität Shirasu, kleine Jungfische, angeboten.
In einer der Seitenstraßen befindet sich das Lieblingscafé des Literaturnobelpreisträgers Yasunari Kawabata, dessen Wohnhaus ebenfalls in der Nähe liegt. Etwa in der Mitte der Straße befindet sich das Kitchoan-Museum, das Keramik zeigt. Das Lackwaren zeigende Kamakurabori-Museum ist in einer Nebenstraße ansässig.
Es besteht die Möglichkeit, sich traditionelle japanische Kleidung vor Ort für den Besuch der Straße auszuleihen. Auch Rikschafahrten werden angeboten.
Die Händler sind in einem Verein zusammengeschlossen, dem 176 Mitglieder (Stand März 2024) angehören und der sich um die gemeinschaftlichen Aufgaben der Straße kümmert. Am südlichen Beginn der Straße überspannt ein rotes Torii die Komachi dori. Auch an anderen Zugängen wurden Tore errichtet, die den Beginn des Gebiets anzeigen. Die Elektroversorgung der Gebäude wurde vom in Japan weit verbreiteten System von Freileitungen auf eine unterirdische Versorgung umgestellt.

## Geschichte
Noch in den 1860er/1870er Jahren war die Straße landwirtschaftlich geprägt und führte durch Felder und auch Reisfelder. Mit der Eröffnung des Bahnhofs Kamakura im Jahr 1889 veränderte sich die Situation und Geschäfte wie Metzgereien, Gemüsehändler und Spirituosenläden siedelten sich im Bereich an. Beim Großen Kanto-Erdbeben 1923 brach im Bereich um den Bahnhof ein Großfeuer aus, das erhebliche Schäden verursachte. Ab den 1920er Jahren wuchs die Bedeutung der Straße, die dann ihr heutiges Erscheinungsbild annahm.